# Андервенне
Андервенне (нем. Andervenne) — община в Германии, в земле Нижняя Саксония.
Входит в состав района Эмсланд. Подчиняется управлению Фререн. Население составляет 911 человек (на 31 декабря 2010 года). Занимает площадь 19,52 км².
Коммуна подразделяется на 2 сельских округа.

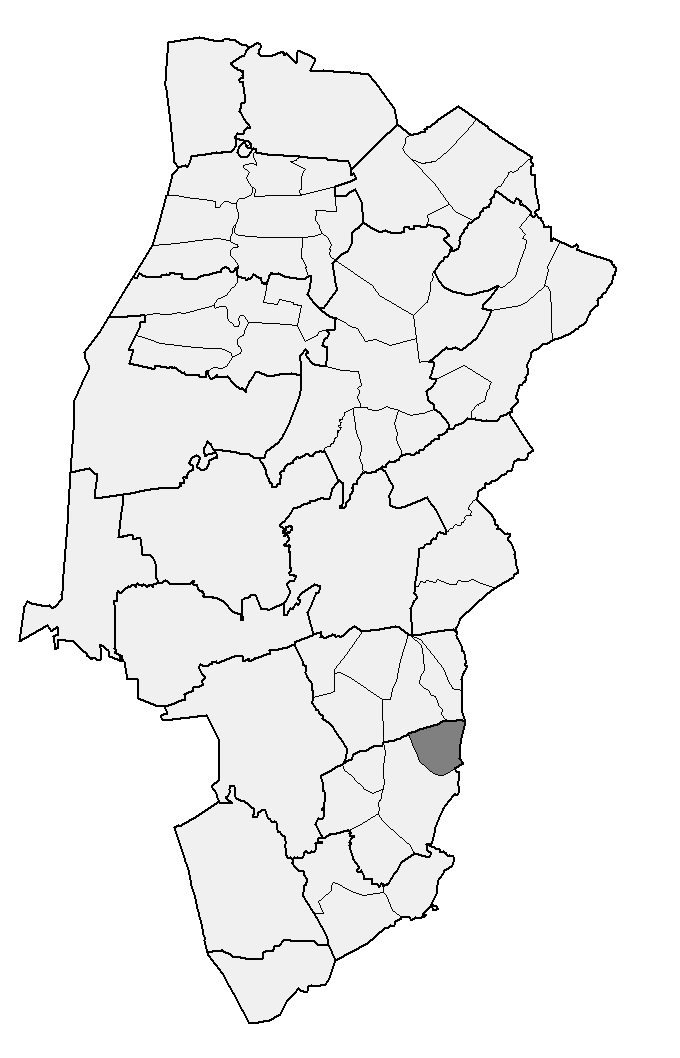
Андервенне

| Год  | Население |
| ---- | --------- |
| 1990 | 835       |
| 1995 | 878       |
| 2000 | 886       |
| 2005 | 935       |
| 2010 | 908       |